# Łopowice
Łopowice – dawny przysiółek osady Sokołów położonej w województwie zachodniopomorskim, w powiecie gryfickim, w gminie Gryfice.
W latach 1975–1998 miejscowość administracyjnie należała do województwa szczecińskiego. Urzędowo zniesiona w 2009.